# Karasumi
El karasumi es un producto alimenticio elaborado salando huevas de múgil y secándolas al sol. Una teoría sugiere que obtuvo su nombre del parecido de un bloque de sumi (varita de tinta china) importada de China (Kara) y usada en el shodō.[cita requerida] Es una especialidad muy cara y se consume acompañada de sake.
Es una especialidad de Nagasaki y, junto con las huevas de erizo en salazón y el konowata, uno de los «tres chinmi de Japón». La ciudad taiwanesa de Tungkang se especializa en esta delicia.